# Barruelo (Cantabria)
Barruelo es una localidad del municipio de Valdeprado del Río (Cantabria, España). La localidad se encuentra a 975 metros de altitud sobre el nivel del mar, y a 0,4 kilómetros de la capital municipal, Arroyal. En el año 2024 contaba con una población de 33 habitantes (INE). 
Se conoce a la localidad como Barruelo de los Carabeos, haciendo referencia al antiguo municipio al que pertenecía antes de fusionarse con Valdeprado del Río y adoptar su nombre.

## Paisaje y naturaleza
De los tres pueblos que formaban el concejo de Los Carabeos (Barruelo, Arroyal y San Andrés), es Barruelo el que se encuentra situado más al este. Todos se asientan sobre una ladera que, al sur, se abre a un valle regado por varios arroyos y regatos que se unen en un cuello de embudo formando el río Polla; mientras que, por el norte, quedan resguardados por la falda del pico Somaloma, donde crece un importante robledal.
La entidad natural más destacada es un hayedo que crece en el Alto de la Cuesta, inmediato a la ermita de Nuestra Señora de los Remedios, al sureste de la localidad. Agrupaciones de esta misma especie, pero en estado arbustivo, también cubren parte de la falda del monte Somaloma, que resguarda a Barruelo de los vientos del norte.

## Estructura urbana
El trazado urbano es de tipo lineal, en torno a la carretera CA-741. La actual localidad de Barruelo comprende también el barrio de Cantinoria, de menor tamaño y situado en dirección a Arroyal. Hasta el siglo XVIII, existían dos barrios adicionales supeditados a Barruelo: Berzosa y La Piedra.

## Patrimonio histórico
Dentro de su patrimonio histórico destaca:
- La Iglesia parroquial de Santa María la Mayor, que es el monumento románico más destacado del municipio de Valdeprado del Río.

- La Ermita de Nuestra Señora de los Remedios, un modesto templo situado a menos de un kilómetro al sureste de Barruelo y que mantiene fábrica medieval de época parecida a la parroquial en el ábside (cinco canecillos de caveto en cada muro lateral) y en la portada de ingreso (arco apuntado con guardapolvos).

Entre la arquitectura popular podemos encontrar una variedad de soluciones constructivas de distintas épocas, desde casas de adobe y madera, a casas de mampostería enfoscada, o ya más nobles, de sillería, que en algún caso mantienen recuerdos de su pasado medieval como molduras de bolas en el enmarque de las ventanas, un elemento característico de la arquitectura de los siglos XV y XVI.
En el barrio de Cantinoria se ubica, desde 1956, un consultorio médico, actualmente en servicio a través del Servicio Cántabro de Salud y enmarcado en la zona básica de salud de Campoo-Los Valles.